# (20454) Pedrajo
(20454) Pedrajo (1999 LD4) – planetoida z pasa głównego asteroid okrążająca Słońce w ciągu 3,89 lat w średniej odległości 2,47 j.a. Odkryta 9 czerwca 1999 roku.